# گرین ارگانیک داچمن
گرین ارگانیک داچمن (انگلیسی: The Green Organic Dutchman) شرکت تولید ماری‌جوانا کانادایی است.